# Tina und Tini
Tina und Tini ist der Titel einer Jugendbuchreihe, die in Deutschland in den 1970er und 1980er Jahren erstmals vom Franz Schneider Verlag veröffentlicht wurde. Die Bücher sind auch die Vorlage für eine gleichnamige deutsche Hörspielserie von Europa.

## Handlung
In den Bänden der Tina-und-Tini-Reihe geht es um die Freundinnen Tina Greiling und Tini Paulsen, die gemeinsam mit Tinas Bruder Tobi Detektivfälle lösen. So finden sie zum Beispiel im ersten Band der Reihe den lange verschollenen Schatz der Familie Greiling und retten damit das Anwesen von Tinas und Tobis Großeltern vor dem drohenden Verkauf. In Band 4 (Tina und Tini und das Geheimnis des schwarzen Hundes) legen sie einer Bande von Hundedieben das Handwerk. Meist erleben die Kinder ihre Abenteuer in den Schulferien, aber zwei Bände (6 und 8) spielen im Internat, das Tina, Tini und Tobi besuchen.

## Bände
1. Tina und Tini suchen den geheimnisvollen Schatz (2006, ISBN 978-3-505-12289-7)
2. Tina und Tini stehen vor neuen Rätseln (2006, ISBN 978-3-505-12290-3)
3. Tina und Tini überlisten den Meisterdieb (2006, ISBN 978-3-505-12291-0)
4. Tina und Tini und das Geheimnis des schwarzen Hundes (2006, ISBN 978-3-505-12292-7)
5. Tina und Tini – Die geheimnisvolle Rumpelkammer (2006, ISBN 978-3-505-12293-4)
6. Tina und Tini – Das Geheimnis des Gärtners (2007, ISBN 978-3-505-12327-6)
7. Tina und Tini entlarven die Tigerbande (2007, ISBN 978-3-505-12328-3)
8. Tina und Tini – Das Rätsel der Marzipantorte (2007, ISBN 978-3-505-12329-0)
9. Tina und Tini – Geisterstimmen im Park (2007, ISBN 978-3-505-12330-6)
10. Tina und Tini und die spanischen Zwillinge (2007, ISBN 978-3-505-12331-3)
11. Tina und Tini und der umheimliche Strandwächter (2007, ISBN 978-3-505-12332-0)
12. Tina und Tini und die Spuren im Schnee (2007, ISBN 978-3-505-12333-7)
13. Tina und Tini – Die geheimnisvolle Diebesbande (2007, ISBN 978-3-505-12334-4)
14. Tina und Tini – Das Geheimnis der rotgelben Spinne (2007, ISBN 978-3-505-12335-1)

## Autorenschaft und englische Vorlagen
Die Bände sind vom Franz Schneider Verlag unter dem Autorennamen Enid Blyton veröffentlicht worden, allerdings gibt es in England keine vergleichbare Buchserie unter dem Namen Tina und Tini. Die ersten drei Bände der Tina-und-Tini-Reihe beruhen auf Romanen Enid Blytons, die einzeln veröffentlicht wurden und nicht miteinander im Zusammenhang stehen. Die Namen der Kinder und die Ortsnamen wurden für die Tina-und-Tini-Reihe geändert und an deutsche Verhältnisse angepasst:
| Deutscher Band                                  | Englische Vorlage    |
| ----------------------------------------------- | -------------------- |
| Tina und Tini suchen den geheimnisvollen Schatz | The Treasure Hunters |
| Tina und Tini stehen vor neuen Rätseln          | The Boy Next Door    |
| Tina und Tini überlisten den Meisterdieb        | The Pole Star Family |

Alle weiteren Bände sind deutschsprachige Auftragsarbeiten des Franz Schneider Verlags, für die es keine englischen Originale gibt.

## Illustrationen
Die Zeichnungen der Buchreihe stammen von Nikolaus Moras.

## Hörspiele
Die ersten vier Bände von Tina und Tini sind beim Label Europa als Hörspiele erschienen. Regisseurin ist Heikedine Körting. Sprecher sind unter anderem Peter Buchholz (Erzähler), Madeleine Stolze (Tina) und Marlen Krause (Tini).

### Sammelbände
- Sammelband 1 (Neuauflage) mit den Einzelbänden 1–3 (2010, ISBN 978-3-505-12777-9)
- Sammelband 1 mit den Einzelbänden 1–3 und Zusatzgeschichte (1978, ISBN 978-3-505-07935-1)
  - Tina und Tini suchen den geheimnisvollen Schatz
  - Tina und Tini stehen vor neuen Rätseln
  - Tina und Tini überlisten den Meisterdieb
  - Tina und Tinis schönste Scherzfragen
- Sammelband 2 mit den Einzelbänden 4–6 (1979, ISBN 978-3-505-07984-9)
  - Tina und Tini und das Geheimnis des schwarzen Hundes
  - Tina und Tini – Die geheimnisvolle Rumpelkammer
  - Tina und Tini – Das Geheimnis des Gärtners
- Sammelband 3 mit den Einzelbänden 7–9 (1980, ISBN 978-3-505-09927-4)
  - Tina und Tini entlarven die Tigerbande
  - Tina und Tini – Das Rätsel der Marzipantorte
  - Tina und Tini – Geisterstimmen im Park
- Sammelband 4 mit den Einzelbänden 10–12 (1988, ISBN 978-3-505-09927-4)
  - Tina und Tini und die spanischen Zwillinge
  - Tina und Tini und der unheimliche Strandwächter
  - Tina und Tini und die Spuren im Schnee

### Rezensionen der englischen Originalvorlagen

#### The Treasure Hunters
- Julie Heginbotham: The Treasure Hunters: Review by Julie Heginbotham. In: The Enid Blyton Society, abgerufen am 30. August 2017.
- Keith Robinson: The Treasure Hunters. In: enidblyton.net, 17. August 2006, abgerufen am 30. August 2017.

#### The Boy Next Door
- Terry Gustafson: The Boy Next Door: Review by Terry Gustafson. In: The Enid Blyton Society, abgerufen am 30. August 2017.
- Keith Robinson: The Boy Next Door. In: enidblyton.net, 30. Mai 2006, abgerufen am 30. August 2017.

#### The Pole Star Family
- Robert Houghton: The Pole Star Family: Review by Robert Houghton. In: The Enid Blyton Society, abgerufen am 30. August 2017.

### Sekundärliteratur
Jana Mikota: Mit Pucki, Trixie, Tina, Tini, Hanni und Nanni erste Leseerfahrungen sammeln. In: Anja Ballis, Birgit Schlachter (Hrsg.): Schätze der Kinder- und Jugendliteratur wiederentdeckt. Peter Lang, Frankfurt am Main 2015, ISBN 978-3-631-64699-1, S. 177–192.